# Mecz Polska – Gwiazdy PLK 2004
Mecz Gwiazd – Polska – Gwiazdy PLK 2004 – towarzyski mecz koszykówki rozegrany 24 stycznia 2004 roku w Bydgoszczy. W spotkaniu wzięli udział czołowi zawodnicy najwyższej klasy rozgrywkowej w Polsce oraz reprezentanci Polski. Przy okazji imprezy odbył się również konkurs wsadów.
Przed spotkaniem głównym rozegrano spotkanie gwiazd z udziałem reprezentacji PZKosz oraz dziennikarzy. Pierwszej z nich przewodził Marek Pałus, drugiej natomiast Adam Romański. Po zakończeniu tej rywalizacja rozegrano spotkanie z udziałem najlepszych zawodników z młodzieżowej ligi – Era Liga Szkolna.
Powołani do udziału w spotkaniu
- Polska: Zbigniew Białek, Daniel Blumczyński (Czarni Słupsk), Jeff Nordgaard, Eric Elliott, Michał Hlebowicki (Polonia Warbud Warszawa), Adam Wójcik, Dominik Tomczyk, Michał Ignerski (Idea Śląsk Wrocław), Lewis Lofton (Unia-Wisła Tarnów), Hubert Radke (Detal-Met Noteć Inowrocław), Wojciech Szawarski, Paweł Szcześniak (Gipsar Stal Ostrów Wlkp.), Robert Witka (WTK Anwil Włocławek), Andrzej Pluta, Filip Dylewicz (Prokom Trefl Sopot)

Trener: Andrzej Kowalczyk
- Gwiazdy EBL: Lynn Greer, Ryan Randle (Idea Śląsk Wrocław), Dante Swanson (Ostromecko Astoria Bydgoszcz), Brandun Hughes, Michael Ansley (Unia-Wisła), Marcus Hatten (Gipsar Stal Ostrów), Walter Jeklin (Polonia Warbud Warszawa), Yann Mollinari, Alex Austin (Detal-Met Noteć Inowrocław), Sharone Wright, Armands Skele (WTK Anwil Włocławek), Goran Jagodnik, Tomas Masiulis (Prokom Trefl Sopot)

Trener: Eugeniusz Kijewski
W barwach reprezentacji Polski wystąpił gościnnie, nie posiadający polskiego obywatelstwa Lewis Lofton. Spośród wybrany zabrakło Andrzeja Pluty, Filipa Dylewicza i Michała Hlebowickiego. Dodatkowo zaproszono natomiast Przemysława Frasunkiewicza. W drużynie Gwiazd EBL zabrakło Sharone'a Wrighta, Gorana Jagodnika oraz Marcusa Hattena. MVP spotkania został Amerykanin Lynn Greer.
Konkurs wsadów
Konkurs rozegrano w trakcie jednej z przerw między kwartami. Do udziału w nim stanęli: Michał Ignerski, Zbigniew Białek, Ryan Randle, Brandun Hughes. Zwycięzcą został Michał Ignerski.

## Statystyki spotkania
| Polska – 101                              | Polska – 101                              | Polska – 101                              | Polska – 101                              | 107 – Gwiazdy EBL                         | 107 – Gwiazdy EBL                         | 107 – Gwiazdy EBL                         | 107 – Gwiazdy EBL                         |
| Wyniki Kwart – 21:23; 28:31; 23:29; 29:24 | Wyniki Kwart – 21:23; 28:31; 23:29; 29:24 | Wyniki Kwart – 21:23; 28:31; 23:29; 29:24 | Wyniki Kwart – 21:23; 28:31; 23:29; 29:24 | Wyniki Kwart – 21:23; 28:31; 23:29; 29:24 | Wyniki Kwart – 21:23; 28:31; 23:29; 29:24 | Wyniki Kwart – 21:23; 28:31; 23:29; 29:24 | Wyniki Kwart – 21:23; 28:31; 23:29; 29:24 |
| Zawodnik                                  | Kraj                                      | Klub                                      | Pkt                                       | Zawodnik                                  | Kraj                                      | Klub                                      | Pkt                                       |
| ----------------------------------------- | ----------------------------------------- | ----------------------------------------- | ----------------------------------------- | ----------------------------------------- | ----------------------------------------- | ----------------------------------------- | ----------------------------------------- |
| Eric Elliott                              | /                                         | Polonia Warbud Warszawa                   | 15                                        | Lynn Greer                                | Stany Zjednoczone                         | Idea Śląsk Wrocław                        | 18                                        |
| Jeff Nordgaard                            | /                                         | Polonia Warbud Warszawa                   | 15                                        | Michael Ansley                            | Stany Zjednoczone                         | Unia-Wisła Kraków                         | 15                                        |
| Wojciech Szawarski                        | Polska                                    | Gipsar Stal Ostrów Wlkp.                  | 12                                        | Alex Austin                               | Stany Zjednoczone                         | Detal-Met Noteć Inowrocław                | 14                                        |
| Dominik Tomczyk                           | Polska                                    | Idea Śląsk Wrocław                        | 11                                        | Goran Jagodnik                            | Słowenia                                  | Prokom Trefl Sopot                        | 13                                        |
| Lewis Lofton                              | /                                         | Unia-Wisła Tarnów                         | 10                                        | Ryan Randle                               | Stany Zjednoczone                         | Idea Śląsk Wrocław                        | 11                                        |
| Hubert Radke                              | Polska                                    | Detal-Met Noteć Inowrocław                | 8                                         | Walter Jeklin                             | Słowenia                                  | Polonia Warbud Warszawa                   | 9                                         |
| Paweł Szcześniak                          | Polska                                    | Gipsar Stal Ostrów Wlkp.                  | 8                                         | Brandun Hughes                            | Stany Zjednoczone                         | Unia-Wisła Kraków                         | 8                                         |
| Robert Witka                              | Polska                                    | WTK Anwil Włocławek                       | 7                                         | Tomas Masiulis                            | Litwa                                     | Prokom Trefl Sopot                        | 6                                         |
| Adam Wójcik                               | Polska                                    | Idea Śląsk Wrocław                        | 6                                         | Dante Swanson                             | Stany Zjednoczone                         | Ostromecko Astoria Bydgoszcz              | 6                                         |
| Zbigniew Białek                           | Polska                                    | Czarni Słupsk                             | 3                                         | Armands Šķēle                             | Łotwa                                     | WTK Anwil Włocławek                       | 4                                         |
| Michał Ignerski                           | Polska                                    | Idea Śląsk Wrocław                        | 3                                         | Yann Mollinari                            | Francja                                   | Detal-Met Noteć Inowrocław                | 3                                         |
| Daniel Blumczyński                        | Polska                                    | Czarni Słupsk                             | 2                                         |                                           |                                           |                                           |                                           |
| Przemysław Frasunkiewicz                  | Polska                                    | WTK Anwil Włocławek                       | 2                                         |                                           |                                           |                                           |                                           |